# 18e étape du Tour d'Espagne 2020
Pour un article plus général, voir Tour d'Espagne 2020.
La 18e et dernière étape du Tour d'Espagne 2020 se déroule le dimanche 8 novembre 2020, entre l'Hippodrome de la Zarzuela et Madrid, sur une distance de 124,2 km.

## Résultats

### Classement de l'étape
| \| Classement de l'étape \| Classement de l'étape \| Classement de l'étape \| Classement de l'étape \| Classement de l'étape \| \| Coureur \| Coureur \| Pays \| Équipe \| Temps \| \| --------------------- \| --------------------------- \| --------------------- \| ---------------------- \| --------------------- \| \| 1er \| Pascal Ackermann \| Allemagne \| Bora-Hansgrohe \| 3 h 28 min 13 s \| \| 2e \| Sam Bennett \| Irlande \| Deceuninck-Quick Step \| + 0 s \| \| 3e \| Max Kanter \| Allemagne \| Team Sunweb \| + 0 s \| \| 4e \| Jasper Philipsen \| Belgique \| UAE Team Emirates \| + 0 s \| \| 5e \| Jasha Sütterlin \| Allemagne \| Team Sunweb \| + 0 s \| \| 6e \| Emmanuel Morin \| France \| Cofidis \| + 0 s \| \| 7e \| Reinardt Janse van Rensburg \| Afrique du Sud \| NTT Pro Cycling \| + 0 s \| \| 8e \| Lorrenzo Manzin \| France \| Total Direct Énergie \| + 0 s \| \| 9e \| Robert Stannard \| Australie \| Mitchelton-Scott \| + 0 s \| \| 10e \| Jon Aberasturi \| Espagne \| Caja Rural-Seguros RGA \| + 0 s \| |                             |                |                        |                 |
| |                             |                |                        |                 |
| Source : ProCyclingStats |                             |                |                        |                 |
| Classement de l'étape |                             |                |                        |                 |
| Coureur | Coureur                     | Pays           | Équipe                 | Temps           |
| 1er | Pascal Ackermann            | Allemagne      | Bora-Hansgrohe         | 3 h 28 min 13 s |
| 2e | Sam Bennett                 | Irlande        | Deceuninck-Quick Step  | + 0 s           |
| 3e | Max Kanter                  | Allemagne      | Team Sunweb            | + 0 s           |
| 4e | Jasper Philipsen            | Belgique       | UAE Team Emirates      | + 0 s           |
| 5e | Jasha Sütterlin             | Allemagne      | Team Sunweb            | + 0 s           |
| 6e | Emmanuel Morin              | France         | Cofidis                | + 0 s           |
| 7e | Reinardt Janse van Rensburg | Afrique du Sud | NTT Pro Cycling        | + 0 s           |
| 8e | Lorrenzo Manzin             | France         | Total Direct Énergie   | + 0 s           |
| 9e | Robert Stannard             | Australie      | Mitchelton-Scott       | + 0 s           |
| 10e | Jon Aberasturi              | Espagne        | Caja Rural-Seguros RGA | + 0 s           |

### Points attribués pour le classement par points
| Sprint intermédiaire Madrid (km 88,9) | Sprint intermédiaire Madrid (km 88,9) | Sprint intermédiaire Madrid (km 88,9) | Sprint intermédiaire Madrid (km 88,9) | Sprint intermédiaire Madrid (km 88,9) |
| ------------------------------------- | ------------------------------------- | ------------------------------------- | ------------------------------------- | ------------------------------------- |
|                                       | Coureur                               | Pays                                  | Équipe                                | Point(s)                              |
| 1er                                   | Tim Wellens                           | Belgique                              | Lotto-Soudal                          | 4                                     |
| 2e                                    | Willie Smit                           | Afrique du Sud                        | Burgos-BH                             | 2                                     |
| 3e                                    | Gonzalo Serrano                       | Espagne                               | Caja Rural-Seguros RGA                | 1                                     |
| modifier                              |                                       |                                       |                                       |                                       |

| Arrivée d'étape Madrid (km 124,2) | Arrivée d'étape Madrid (km 124,2) | Arrivée d'étape Madrid (km 124,2) | Arrivée d'étape Madrid (km 124,2) | Arrivée d'étape Madrid (km 124,2) |
| --------------------------------- | --------------------------------- | --------------------------------- | --------------------------------- | --------------------------------- |
|                                   | Coureur                           | Pays                              | Équipe                            | Point(s)                          |
| 1er                               | Pascal Ackermann                  | Allemagne                         | Bora-Hansgrohe                    | 25                                |
| 2e                                | Sam Bennett                       | Irlande                           | Deceuninck-Quick Step             | 20                                |
| 3e                                | Max Kanter                        | Allemagne                         | Sunweb                            | 16                                |
| 4e                                | Jasper Philipsen                  | Belgique                          | UAE Emirates                      | 14                                |
| 5e                                | Jasha Sütterlin                   | Allemagne                         | Sunweb                            | 12                                |
| 6e                                | Emmanuel Morin                    | France                            | Cofidis                           | 10                                |
| 7e                                | Reinardt Janse van Rensburg       | Afrique du Sud                    | NTT Pro Cycling                   | 9                                 |
| 8e                                | Lorrenzo Manzin                   | France                            | Total Direct Énergie              | 8                                 |
| 9e                                | Robert Stannard                   | Australie                         | Mitchelton-Scott                  | 7                                 |
| 10e                               | Jon Aberasturi                    | Espagne                           | Caja Rural-Seguros RGA            | 6                                 |
| 11e                               | Mihkel Räim                       | Estonie                           | Israel Start-Up Nation            | 5                                 |
| 12e                               | Emīls Liepiņš                     | Lettonie                          | Trek-Segafredo                    | 4                                 |
| 13e                               | Fred Wright                       | Royaume-Uni                       | Bahrain-McLaren                   | 3                                 |
| 14e                               | Tosh Van der Sande                | Belgique                          | Lotto-Soudal                      | 2                                 |
| 15e                               | José Joaquín Rojas                | Espagne                           | Movistar                          | 1                                 |
| modifier                          |                                   |                                   |                                   |                                   |

### Bonifications
|   | Coureur         | Pays           | Équipe                 | Secondes |
| - | --------------- | -------------- | ---------------------- | -------- |
| 1 | Tim Wellens     | Belgique       | Lotto-Soudal           | 3 s      |
| 2 | Willie Smit     | Afrique du Sud | Burgos-BH              | 2 s      |
| 3 | Gonzalo Serrano | Espagne        | Caja Rural-Seguros RGA | 1 s      |

|   | Coureur          | Pays      | Équipe                | Secondes |
| - | ---------------- | --------- | --------------------- | -------- |
| 1 | Pascal Ackermann | Allemagne | Bora-Hansgrohe        | 10 s     |
| 2 | Sam Bennett      | Irlande   | Deceuninck-Quick Step | 6 s      |
| 3 | Max Kanter       | Allemagne | Sunweb                | 4 s      |

## Classements à l'issue de l'étape

### Classement général
| \| Classement général \| Classement général \| Classement général \| Classement général \| Classement général \| \| Coureur \| Coureur \| Pays \| Équipe \| Temps \| \| ------------------ \| ------------------- \| ------------------ \| ---------------------- \| ------------------ \| \| 1er \| Primož Roglič \| Slovénie \| Jumbo-Visma \| 72 h 46 min 12 s \| \| 2e \| Richard Carapaz \| Équateur \| Ineos Grenadiers \| + 24 s \| \| 3e \| Hugh Carthy \| Royaume-Uni \| EF Pro Cycling \| + 1 min 15 s \| \| 4e \| Dan Martin \| Irlande \| Israel Start-Up Nation \| + 2 min 43 s \| \| 5e \| Enric Mas \| Espagne \| Movistar Team \| + 3 min 36 s \| \| 6e \| Wout Poels \| Pays-Bas \| Bahrain McLaren \| + 7 min 16 s \| \| 7e \| David de la Cruz \| Espagne \| UAE Team Emirates \| + 7 min 35 s \| \| 8e \| David Gaudu \| France \| Groupama-FDJ \| + 7 min 45 s \| \| 9e \| Felix Großschartner \| Autriche \| Bora-Hansgrohe \| + 8 min 15 s \| \| 10e \| Alejandro Valverde \| Espagne \| Movistar Team \| + 9 min 34 s \| |                     |             |                        |                  |
| |                     |             |                        |                  |
| Source : ProCyclingStats |                     |             |                        |                  |
| Classement général |                     |             |                        |                  |
| Coureur | Coureur             | Pays        | Équipe                 | Temps            |
| 1er | Primož Roglič       | Slovénie    | Jumbo-Visma            | 72 h 46 min 12 s |
| 2e | Richard Carapaz     | Équateur    | Ineos Grenadiers       | + 24 s           |
| 3e | Hugh Carthy         | Royaume-Uni | EF Pro Cycling         | + 1 min 15 s     |
| 4e | Dan Martin          | Irlande     | Israel Start-Up Nation | + 2 min 43 s     |
| 5e | Enric Mas           | Espagne     | Movistar Team          | + 3 min 36 s     |
| 6e | Wout Poels          | Pays-Bas    | Bahrain McLaren        | + 7 min 16 s     |
| 7e | David de la Cruz    | Espagne     | UAE Team Emirates      | + 7 min 35 s     |
| 8e | David Gaudu         | France      | Groupama-FDJ           | + 7 min 45 s     |
| 9e | Felix Großschartner | Autriche    | Bora-Hansgrohe         | + 8 min 15 s     |
| 10e | Alejandro Valverde  | Espagne     | Movistar Team          | + 9 min 34 s     |

| Classement par points | Classement par points | Classement par points | Classement par points  | Classement par points |
| Coureur               | Coureur               | Pays                  | Équipe                 | Points                |
| --------------------- | --------------------- | --------------------- | ---------------------- | --------------------- |
| 1er                   | Primož Roglič         | Slovénie              | Jumbo-Visma            | 204 pts               |
| 2e                    | Richard Carapaz       | Équateur              | Ineos Grenadiers       | 133 pts               |
| 3e                    | Dan Martin            | Irlande               | Israel Start-Up Nation | 111 pts               |
| 4e                    | Hugh Carthy           | Royaume-Uni           | EF Pro Cycling         | 96 pts                |
| 5e                    | Guillaume Martin      | France                | Cofidis                | 87 pts                |
| 6e                    | Pascal Ackermann      | Allemagne             | Bora-Hansgrohe         | 84 pts                |
| 7e                    | Jasper Philipsen      | Belgique              | UAE Team Emirates      | 80 pts                |
| 8e                    | Marc Soler            | Espagne               | Movistar Team          | 73 pts                |
| 9e                    | Michael Woods         | Canada                | EF Pro Cycling         | 72 pts                |
| 10e                   | Enric Mas             | Espagne               | Movistar Team          | 71 pts                |

| Classement par points | Classement par points | Classement par points | Classement par points  | Classement par points |
| Coureur               | Coureur               | Pays                  | Équipe                 | Points                |
| --------------------- | --------------------- | --------------------- | ---------------------- | --------------------- |
| 1er                   | Primož Roglič         | Slovénie              | Jumbo-Visma            | 204 pts               |
| 2e                    | Richard Carapaz       | Équateur              | Ineos Grenadiers       | 133 pts               |
| 3e                    | Dan Martin            | Irlande               | Israel Start-Up Nation | 111 pts               |
| 4e                    | Hugh Carthy           | Royaume-Uni           | EF Pro Cycling         | 96 pts                |
| 5e                    | Guillaume Martin      | France                | Cofidis                | 87 pts                |
| 6e                    | Pascal Ackermann      | Allemagne             | Bora-Hansgrohe         | 84 pts                |
| 7e                    | Jasper Philipsen      | Belgique              | UAE Team Emirates      | 80 pts                |
| 8e                    | Marc Soler            | Espagne               | Movistar Team          | 73 pts                |
| 9e                    | Michael Woods         | Canada                | EF Pro Cycling         | 72 pts                |
| 10e                   | Enric Mas             | Espagne               | Movistar Team          | 71 pts                |

| Classement de la montagne | Classement de la montagne | Classement de la montagne | Classement de la montagne | Classement de la montagne |
| Coureur                   | Coureur                   | Pays                      | Équipe                    | Points                    |
| ------------------------- | ------------------------- | ------------------------- | ------------------------- | ------------------------- |
| 1er                       | Guillaume Martin          | France                    | Cofidis                   | 99 pts                    |
| 2e                        | Tim Wellens               | Belgique                  | Lotto-Soudal              | 34 pts                    |
| 3e                        | Richard Carapaz           | Équateur                  | Ineos Grenadiers          | 30 pts                    |
| 4e                        | David Gaudu               | France                    | Groupama-FDJ              | 29 pts                    |
| 5e                        | Sepp Kuss                 | États-Unis                | Jumbo-Visma               | 27 pts                    |
| 6e                        | Primož Roglič             | Slovénie                  | Jumbo-Visma               | 24 pts                    |
| 7e                        | Hugh Carthy               | Royaume-Uni               | EF Pro Cycling            | 21 pts                    |
| 8e                        | Michael Woods             | Canada                    | EF Pro Cycling            | 21 pts                    |
| 9e                        | Rui Costa                 | Portugal                  | UAE Team Emirates         | 21 pts                    |
| 10e                       | Dan Martin                | Irlande                   | Israel Start-Up Nation    | 20 pts                    |

| Classement de la montagne | Classement de la montagne | Classement de la montagne | Classement de la montagne | Classement de la montagne |
| Coureur                   | Coureur                   | Pays                      | Équipe                    | Points                    |
| ------------------------- | ------------------------- | ------------------------- | ------------------------- | ------------------------- |
| 1er                       | Guillaume Martin          | France                    | Cofidis                   | 99 pts                    |
| 2e                        | Tim Wellens               | Belgique                  | Lotto-Soudal              | 34 pts                    |
| 3e                        | Richard Carapaz           | Équateur                  | Ineos Grenadiers          | 30 pts                    |
| 4e                        | David Gaudu               | France                    | Groupama-FDJ              | 29 pts                    |
| 5e                        | Sepp Kuss                 | États-Unis                | Jumbo-Visma               | 27 pts                    |
| 6e                        | Primož Roglič             | Slovénie                  | Jumbo-Visma               | 24 pts                    |
| 7e                        | Hugh Carthy               | Royaume-Uni               | EF Pro Cycling            | 21 pts                    |
| 8e                        | Michael Woods             | Canada                    | EF Pro Cycling            | 21 pts                    |
| 9e                        | Rui Costa                 | Portugal                  | UAE Team Emirates         | 21 pts                    |
| 10e                       | Dan Martin                | Irlande                   | Israel Start-Up Nation    | 20 pts                    |

| Classement du meilleur jeune | Classement du meilleur jeune | Classement du meilleur jeune | Classement du meilleur jeune | Classement du meilleur jeune |
| Coureur                      | Coureur                      | Pays                         | Équipe                       | Temps                        |
| ---------------------------- | ---------------------------- | ---------------------------- | ---------------------------- | ---------------------------- |
| 1er                          | Enric Mas                    | Espagne                      | Movistar Team                | 72 h 49 min 48 s             |
| 2e                           | David Gaudu                  | France                       | Groupama-FDJ                 | + 4 min 09 s                 |
| 3e                           | Aleksandr Vlasov             | Russie                       | Astana                       | + 6 min 00 s                 |
| 4e                           | Gino Mäder                   | Suisse                       | NTT Pro Cycling              | + 40 min 03 s                |
| 5e                           | Georg Zimmermann             | Allemagne                    | CCC Team                     | + 42 min 04 s                |
| 6e                           | William Barta                | États-Unis                   | CCC Team                     | + 46 min 28 s                |
| 7e                           | Kobe Goossens                | Belgique                     | Lotto-Soudal                 | + 59 min 21 s                |
| 8e                           | Clément Champoussin          | France                       | AG2R La Mondiale             | + 1 h 17 min 44 s            |
| 9e                           | Robert Power                 | Australie                    | Team Sunweb                  | + 1 h 30 min 22 s            |
| 10e                          | Dorian Godon                 | France                       | AG2R La Mondiale             | + 1 h 38 min 24 s            |

| Classement du meilleur jeune | Classement du meilleur jeune | Classement du meilleur jeune | Classement du meilleur jeune | Classement du meilleur jeune |
| Coureur                      | Coureur                      | Pays                         | Équipe                       | Temps                        |
| ---------------------------- | ---------------------------- | ---------------------------- | ---------------------------- | ---------------------------- |
| 1er                          | Enric Mas                    | Espagne                      | Movistar Team                | 72 h 49 min 48 s             |
| 2e                           | David Gaudu                  | France                       | Groupama-FDJ                 | + 4 min 09 s                 |
| 3e                           | Aleksandr Vlasov             | Russie                       | Astana                       | + 6 min 00 s                 |
| 4e                           | Gino Mäder                   | Suisse                       | NTT Pro Cycling              | + 40 min 03 s                |
| 5e                           | Georg Zimmermann             | Allemagne                    | CCC Team                     | + 42 min 04 s                |
| 6e                           | William Barta                | États-Unis                   | CCC Team                     | + 46 min 28 s                |
| 7e                           | Kobe Goossens                | Belgique                     | Lotto-Soudal                 | + 59 min 21 s                |
| 8e                           | Clément Champoussin          | France                       | AG2R La Mondiale             | + 1 h 17 min 44 s            |
| 9e                           | Robert Power                 | Australie                    | Team Sunweb                  | + 1 h 30 min 22 s            |
| 10e                          | Dorian Godon                 | France                       | AG2R La Mondiale             | + 1 h 38 min 24 s            |

| Classement par équipes | Classement par équipes | Classement par équipes | Classement par équipes |
| Équipe                 | Équipe                 | Pays                   | Temps                  |
| ---------------------- | ---------------------- | ---------------------- | ---------------------- |
| 1re                    | Movistar Team          | Espagne                | 218 h 37 min 21 s      |
| 2e                     | Jumbo-Visma            | Pays-Bas               | + 10 min 23 s          |
| 3e                     | Astana                 | Kazakhstan             | + 40 min 09 s          |
| 4e                     | UAE Team Emirates      | Émirats arabes unis    | + 1 h 04 min 05 s      |
| 5e                     | Mitchelton-Scott       | Australie              | + 1 h 08 min 33 s      |
| 6e                     | Cofidis                | France                 | + 1 h 44 min 20 s      |
| 7e                     | Ineos Grenadiers       | Royaume-Uni            | + 2 h 32 min 28 s      |
| 8e                     | Groupama-FDJ           | France                 | + 2 h 44 min 38 s      |
| 9e                     | Team Sunweb            | Allemagne              | + 3 h 08 min 27 s      |
| 10e                    | EF Pro Cycling         | États-Unis             | + 3 h 12 min 25 s      |

| Classement par équipes | Classement par équipes | Classement par équipes | Classement par équipes |
| Équipe                 | Équipe                 | Pays                   | Temps                  |
| ---------------------- | ---------------------- | ---------------------- | ---------------------- |
| 1re                    | Movistar Team          | Espagne                | 218 h 37 min 21 s      |
| 2e                     | Jumbo-Visma            | Pays-Bas               | + 10 min 23 s          |
| 3e                     | Astana                 | Kazakhstan             | + 40 min 09 s          |
| 4e                     | UAE Team Emirates      | Émirats arabes unis    | + 1 h 04 min 05 s      |
| 5e                     | Mitchelton-Scott       | Australie              | + 1 h 08 min 33 s      |
| 6e                     | Cofidis                | France                 | + 1 h 44 min 20 s      |
| 7e                     | Ineos Grenadiers       | Royaume-Uni            | + 2 h 32 min 28 s      |
| 8e                     | Groupama-FDJ           | France                 | + 2 h 44 min 38 s      |
| 9e                     | Team Sunweb            | Allemagne              | + 3 h 08 min 27 s      |
| 10e                    | EF Pro Cycling         | États-Unis             | + 3 h 12 min 25 s      |

## Abandons
- Davide Formolo (UAE Emirates) : non-partant